# Lorenzo
Lorenzo es un nombre propio, masculino, de origen latino que significa Coronado de Laureles. También es usado como apellido. Las variantes femeninas de Lorenzo son Lorenza,  Lorena y Laura.

## Variantes
- Femenino: Lorenza, Lorena, Laura.
- Diminutivo: Lolo, Loren, Lorenzito, Lorenzillo, Lorenlito.

## Santoral
- 10 de agosto.

## Variantes en otros idiomas
- Alemán: Lorenz, Lars.
- Aragonés: Lorient, hipocorístico: Loren.
- Asturiano: Llaurienzu
- Catalán: Llorenç.
- Corso: Larenzu.
- Sardo: Larentu.
- Español: Lorenzo, Loreno, Lauro.
- Eslovaco: Vavrinec.
- Esloveno: Lovrenc.
- Extremeño: Lorençu.
- Euskera: Laurentzi.
- Francés: Laurent.
- Gallego: Lourenzo.
- Georgiano: ლავრენტი (Lavrenti).
- Griego: Λαυρέντιος, Λαυρέντης (Lavrentios, Lavrentis).
- Húngaro: Lőrinc.
- Inglés: Lawrence, Laurence, Diminuto: Larry, Laurie.
- Irlandés: Labhrás.
- Islandés: Lauritz.
- Italiano: Lorenzo, Laurenzio.
- Latín: Laurentius.
- Noruego: Lars.
- Occitano: Laurenç.
- Polaco: Laurencjusz.
- Portugués: Lourenço.
- Rumano: Laurenţiu.
- Ruso: Лаврентий (Lavrenti, Lavrentiy, Lavrenty).